# Gymnomuraena
Gymnomuraena is een monotypisch geslacht van straalvinnige vissen uit de familie van de murenen (Muraenidae).

## Soort
- Gymnomuraena zebra (G. Shaw, 1797)